# Жуковське (Туринський міський округ)
Жуко́вське (рос. Жуковское) — село у складі Туринського міського округу Свердловської області.
Населення — 11 осіб (2010, 31 у 2002).
Національний склад населення станом на 2002 рік: росіяни — 100 %.